# Route 332 (Nouvelle-Écosse)
Pour les articles homonymes, voir Route 332.
La route 332 est une route secondaire de la Nouvelle-Écosse d'orientation ouest-est globalement, située dans le sud-ouest de la province, entre Bridgewater et Lunenburg. Elle est une route faiblement empruntée sur tout son parcours. De plus, elle mesure 36 kilomètres, et est une route asphaltée sur l'entièreté de son tracé.

## Tracé
La route 332 possède de un tracé en forme de S. Elle débute à Upper LaHave, sur la route 3. Elle se dirige vers le sud-est pendant 17 kilomètres, suivant la rive nord-est de la rivière LaHave, jusqu'à Riverport, où elle tourne vers l'est pour rejoindre Rose Bay. Elle tourne ensuite vers le nord-ouest, puis vers le nord pour à nouveau rejoindre la route 3. Elle agit ensuite comme route de contournement de Lunenburg, reliant 2 segments de la route 3, croisant la route 324, puis contournant la ville par le nord. Elle se termine à Garden Lots, à l'est de Lunenburg, sur la rue Pelham.

## Communautés traversées
1. Upper LaHave (0)
2. Middle LaHave (7)
3. East LaHave (11)
4. Riverport (15)
5. Rose Bay (17)
6. Bayport (21)
7. First South (28)
8. Lunenburg (30-35)
9. Garden Lots (36)

(): km